# Vsevoložskij rajon
Il Vsevoložskij rajon (in russo Всеволожский район?) è un rajon dell'Oblast' di Leningrado, nella Russia europea occidentale; il capoluogo è la città di Vsevoložsk.